# Trần Hữu Phương
Trần Hữu Phương (24 tháng 12 năm 1916 – ?) là chính khách Việt Nam Cộng hòa, từng giữ chức Tổng trưởng Bộ Tài chánh Quốc gia Việt Nam và Bộ trưởng Bộ Tài chánh Việt Nam Cộng hòa Thống đốc Ngân hàng Quốc gia Việt Nam và Nghị sĩ Thượng nghị viện Việt Nam Cộng hòa.

## Tiểu sử
Trần Hữu Phương quê quán xã Phước Thạnh, tỉnh Tây Ninh, Liên bang Đông Dương, sinh ngày 24 tháng 12 năm 1916
(có thuyết nói ngày 12 tháng 12 năm 1916).
Khi Ngô Đình Diệm về nước chấp chính, ông được mời giữ chức Tổng trưởng Bộ Tài chánh Quốc gia Việt Nam và Bộ trưởng Bộ Tài chánh Việt Nam Cộng hòa (năm 1955, Việt Nam Cộng hòa thay thế Quốc gia Việt Nam, chức vụ Tổng trưởng đổi thành Bộ trưởng) từ năm 1954 cho đến năm 1956. Năm 1955, ông còn kiêm nhiệm chức Bộ trưởng Bộ Kinh tế Việt Nam Cộng hòa.
Từ năm 1956 cho đến năm 1960, ông được bổ nhiệm làm Thống đốc Ngân hàng Quốc gia Việt Nam.
Dưới thời Đệ Nhị Cộng hòa, ông lên làm Chủ tịch Ủy ban Kinh tế Quốc hội Việt Nam Cộng hòa trong năm 1968–1969. Khoảng thời gian năm 1970–1971 và năm 1971–1972, ông là Chủ tịch Ủy ban Ngân sách, Tài chính và Thuế vụ Quốc hội Việt Nam Cộng hòa.
Ông từng là Nghị sĩ Thượng nghị viện nhiệm kỳ thứ nhất năm 1967–1970 và nhiệm kỳ thứ hai năm 1970–1975.
Từ sau biến cố 30 tháng 4 năm 1975, không rõ tung tích sau này của ông ra sao nữa.

## Đời tư
Trần Hữu Phương là người Công giáo, ông kết hôn năm 1974 và có hai đứa con.